# Ри, Рой
Рой Ри (англ. Roy Rea; 28 ноября 1934, Белфаст — 5 апреля 2005, Торонто) — североирландский футболист, играл на позиции вратаря. Участник чемпионата мира по футболу 1958 года.

## Биография

### Клубная карьера
Ри начинал карьеру в клубе «Бэнбридж Таун», за который играл в течение двух сезонов. В 1953 году перешёл в «Гленавон», за который играл в течение девяти сезонов. В сезоне 1956/57 Ри закрепился в основном составе команды, с которой выиграл 2 чемпионских титула и 2 Кубка Северной Ирландии. Всего в чемпионате страны сыграл 219 матчей, но в 1962 году контракт с ним был расторгнут из-за полученной им травмы колена.
По окончании сезона перешёл в «Гленторан», в котором отыграл один сезон. Затем переехал в Канаду, где в течение трёх сезонов играл за «Торонто Италия».

### Карьера в сборной
В составе сборной Северной Ирландии был участником на чемпионате мира по футболу 1958 года, но на турнире был запасным и не сыграл ни минуты.

### Смерть
Скончался 5 апреля 2005 года в Торонто в возрасте 70 лет.

## Достижения
«Гленавон»
- Чемпион Премьер-лиги (2) : 1956/57, 1959/60
- Обладатель Кубка Северной Ирландии (2) : 1956/57, 1958/59